# 芬蘭商務辦事處
芬蘭商務辦事處（英語：Finland Trade Center in Taiwan）是芬兰为维护与臺灣的双边贸易关系及推动技术、科研和文化等事务上合作事宜而在臺灣设立的外交代表機構，具備實質大使館性質。芬兰与中華民國之間没有外交关系，並根據其“一中政策”處理對台事務。在一般情形下，芬蘭政府使用“台湾”作為官方称謂。
芬兰与台湾的官方关系通过各自的商务代表处及办公点来处理。芬兰商务办事处的专家主要处理商业贸易事宜。而对护照及签证事务仅提供咨询服务。为台湾提供领事服务的最近的芬兰官方机构为芬兰驻香港总领事馆。
台湾派驻芬兰的代表机构为駐芬蘭臺北代表處。

## 历史
1991年2月1日，芬兰在台北設立芬蘭工業暨運輸辦事處（Office of Finnish Industry and Transport）。1993年1月，更名為芬蘭外貿協會（The Finnish Foreign Trade Association），並授權在臺簽發商務及觀光簽證。1995年7月1日，再更名為芬蘭商務辦事處（Finland Trade Center）。2014年10月，復更名為芬蘭駐臺灣貿易及創新辦事處（Finpro Taiwan, Finland's Trade and Innovation Office）。2019年1月1日，名称改回芬蘭商務辦事處（Finland Trade Center）。